# Hi-Heel Sneakers
"Hi-Heel Sneakers" ("Zapatillas de taco alto") es una canción del género blues grabada y popularizada por Elvis Presley en 1967 compuesta por Robert Higginbotham (a veces bajo el Tommy Tucker), que la compañía RCA lo incluyó como lado B de un sencillo con Guitar Man en su lado A.  A su vez fue una de las canciones que integran el Box Set "From Nashville to Memphis The Essential 60s Masters"  y en álbumes compilando sencillos de Presley, entre ellos Reconsider Baby 

## Grabación
Elvis grabó el tema en el ya legendario estudio B de la RCA en Nashville, Tennessee el 11 de septiembre de 1967
A diferencia de otras sesiones donde Elvis realizaba varias tomas para luego elegirse de allí un máster, con "Hi-Heel Sneakers" se utilizó una metodología diferente, ya que se habían grabado algunos ensayos con la canción, extrayéndose de la toma # 7 varios fragmentos que luego se ensamblaron para formar la canción definitiva; una técnica muy utilizada por los ingenieros de sonido en la actualidad con las pistas digitales,  pero nada común en la década de 1960. 
En la interpretación de ese blues, Elvis utiliza una voz grave, áspera y agresiva que comenzaba a dar indicio de un regreso del cantante a las fuentes musicales que lo habían impulsado al estrellato, el blues y el góspel, de lo que él mismo daría testimonio durante su especial televisivo de 1968 cuando comentó que "la música de rock and roll es básicamente góspel y rhythm & blues". 
La voz de Elvis es respaldada profundamente por el acompañamiento de figuras melódicas de la armónica de Charlie McCoy, que se cruza durante la introducción con la guitarra, manteniendo en todo momento la canción una base grave a modo de colchón de notas por parte del saxofón de Boots Randoph. 

## Lírica
Con cierta ironía el interlocutor le indica a su pareja que se vista con un vestido rojo, sombrero, peluca y tacos altos, mientras que le sugiere que también se ponga guantes de boxeo por si a algún tonto se le ocurre iniciar una pelea cuando la pareja salga esa misma noche. Si bien en la versión de Elvis no se especifica a dónde van a salir ni por qué algún tonto podría querer iniciar una pelea cuando viera a la mujer vestida con ese atuendo, aunque la metáfora podría indicar que su estilo será visto como algo provocativo, Sugar Pie DeSanto en una canción llamada "Slip-In-Mules" cuya letra original es una respuesta al tema "Hi-Heel Sneakers" habla acerca de que la mujer iba a realizar un show esa misma noche y que no podría usar los zapatos de taco alto porque le lastimaban sus dedos. 